# Podgorje, Velenje
Podgorje je naselje v Mestni občini Velenje.